# Енне
Енне (итал. Jenne) — коммуна в Италии, располагается в области Лацио, подчиняется административному центру Рим.
Население составляет 428 человек (2008 г.), плотность населения составляет 14 чел./км². Занимает площадь 32 км². Почтовый индекс — 20. Телефонный код — 0774.

## Демография
Динамика населения:

## Администрация коммуны
- Официальный сайт: http://www.comune.jenne.rm.it/